# Epidapus brevisartus
Epidapus brevisartus är en tvåvingeart som beskrevs av Bischoff de Alzuet och Naijt 1973. Epidapus brevisartus ingår i släktet Epidapus och familjen sorgmyggor. Inga underarter finns listade i Catalogue of Life.